# Mixed by Erry
Mixed by Erry è un film del 2023 diretto da Sydney Sibilia.
La pellicola narra le vicende di Enrico Frattasio, detto Erry, che negli anni '80 creò un'impresa, e un impero, grazie alle audiocassette contraffatte vendute in tutta Italia e, successivamente, anche all'estero.

## Trama
La storia si svolge tra la metà degli anni '70 e l'inizio dei '90. Enrico, Peppe e Angelo Frattasio sono tre fratelli di Forcella, un quartiere di Napoli, che vivono in condizioni molto modeste: il padre Pasquale contrabbanda tè spacciandolo per whisky. Enrico ha passione per la musica e vorrebbe fare il DJ, ma il carattere timido gli impedisce di provarci. Così, il ragazzo si consola mixando compilation su audiocassette per amici e clienti, utilizzando i registratori del negozio di elettrodomestici in cui lavora.
Quando il negozio chiude, Enrico decide di far diventare le sue compilation un vero e proprio lavoro. Dapprima, apre un negozietto in cui crea musicassette personalizzate per gli abitanti del quartiere; poi, insieme a Peppe, decide di chiedere un prestito a un usuraio locale per acquistare audioregistratori ad alta tecnologia che gli consentono di copiare moltissime cassette in poco tempo. Grazie agli agganci di Angelo, finito in prigione per una rissa, i due fratelli decidono di estendere il giro d'affari: in un primo momento devono vedersela con alcuni malavitosi marocchini che vorrebbero impedire la loro attività, ma ben presto, anche grazie alle conoscenze di Angelo nel sottobosco criminale, saranno loro ad avere la meglio. In breve tempo, i Frattasio installeranno numerosi laboratori in cui mixare migliaia di audiocassette, che poi venderanno in tutta Italia sfruttando il mercato nero.
Gli affari montano a gonfie vele e i Frattasio diventano ricchissimi e famosi, al punto che il loro marchio "Mixed By Erry" viene addirittura piratato. Questo attira le attenzioni di un boss della camorra che vorrebbe entrare in affari con loro, ma che rimane però ucciso in una delle guerre di mafia di quegli anni, distogliendo così l'attenzione del crimine organizzato dai Frattasio. Il capitano Ricciardi della Guardia di Finanza, però, durante l'attività di contrasto alla contraffazione delle audiocassette, scopre i traffici dei tre fratelli e decide di sgominarne il giro d'affari. I Frattasio reagiscono, ufficializzando la loro società e creando al tempo stesso diverse imprese-satellite per mezzo delle quali riciclare i proventi della loro attività. Nel frattempo, Arturo Barambani, amministratore delegato di un'azienda produttrice di supporti-audio, controllando gli ordinativi e notando i dati impressionanti relativi agli ordini effettuati dai tre fratelli, riesce a stipulare con loro un contratto miliardario per la fornitura di musicassette vergini. Tra i quattro si instaurerà una singolare amicizia.
Le indagini di Ricciardi sono a un punto morto. Enrico Frattanto le depista addirittura, facendosi seguire al Festival di Sanremo 1991, dove Ricciardi spera di individuare la talpa che consente alla ditta di mettere in commercio le compilation del Festival molto prima dell'uscita nei negozi e, intanto, "Mixed By Erry" diventa la prima etichetta discografica in Italia per introiti. Ma la reazione unitaria delle case discografiche di fronte alla concorrenza truffaldina mette in allarme Barambani, il quale chiede ai tre fratelli di chiudere i loro affari e vivere di rendita. Al loro rifiuto, Barambani li tradisce e aiuta Ricciardi a costruire l'impianto accusatorio che porterà al loro arresto e alla confisca dei loro beni.
I Frattasio finiscono quindi in prigione, ma Enrico riceve una soffiata: il loro denaro è stato seppellito in un luogo segreto. All'uscita dal carcere, potranno perciò impadronirsene nuovamente. Enrico, però, legge su un quotidiano anche la notizia che di lì a poco la lira sarà sostituita dall'euro, cosa che renderà il loro piano più difficile. All'uscita dalla prigione, cinque anni dopo, i tre fratelli troveranno dunque lavori più modesti e abbandoneranno l'impresa di "Mixed by Erry".
Nella scena dopo i crediti del film, viene rivelato che, in realtà, la "talpa" delle compilation di Sanremo non esiste: erano i loro genitori che, avendo i registratori in casa, registravano i festival trasmessi in diretta TV per poi riversarli su supporti audio.

## Produzione
Le riprese del film sono durate otto settimane e si sono svolte tra Roma, Napoli e Sanremo.

## Promozione
Il primo trailer del film è stato diffuso il 4 febbraio 2023.

## Distribuzione
Il film è stato distribuito nelle sale cinematografiche italiane a partire dal 2 marzo 2023.

## Riconoscimenti
- 2023 - Nastro d'argento[4]
  - Migliore commedia
  - Migliore scenografia a Tonino Zera
  - Miglior casting director a Francesca Borromeo
  - Candidatura per la migliore sceneggiatura a Sydney Sibilia e Armando Festa
  - Candidatura per la migliore canzone originale a Liberato per 'O Dj (Don't Give Up)
- 2024 - David di Donatello
  - Candidatura per la migliore sceneggiatura adattata a Sydney Sibilia e Armando Festa
  - Candidatura per la migliore canzone originale per 'O Dj (Don't Give Up)
- 2024 - Pellicola d'oro[5]
  - Candidatura per la miglior sarta di scena a Laura Antonelli
  - Candidatura per il miglior capo pittore di scena a Giancarlo Di Fusco
  - Candidatura per il miglior maestro d'armi a Emiliano Novelli
  - Candidatura per la miglior attrice protagonista a Chiara Celotto